# Arnaud Souquet
Pour les articles homonymes, voir Souquet.
Arnaud Souquet, né le 12 février 1992 à Paris, est un footballeur français. Il joue actuellement au poste de défenseur latéral ou de milieu de terrain. International dans les équipes de jeunes, il fait partie de l'équipe de France qui dispute l'Euro des moins de 17 ans en 2009.

## Biographie

### Début de carrière
Arnaud Souquet naît à Paris dans le XIIe arrondissement et commence le football en poussin deuxième année dans sa région natale, au CO Vincennois, club qui a aussi vu débuter Blaise Matuidi et Yacine Brahimi. Repéré, il a l'occasion de rejoindre l'INF Clairefontaine puis le Paris Saint-Germain, mais il décline cette offre car ses parents veulent qu'il travaille à l'école.
Il rejoint le LOSC en 2007 alors qu'il jouait toujours à Vincennes. Le club lillois le suivait depuis sa deuxième année de benjamins. Après de bonnes saisons avec les équipes de jeunes, il est promu en équipe réserve, entraîné par Claude Puel, qui évolue en CFA, à seulement seize ans pour la saison 2008-2009. Il débute avec cette équipe lors de la défaite 5-1 contre la réserve de l'AS Nancy-Lorraine. Auteur de douze apparitions durant la saison, il signe son premier contrat professionnel durant l'été 2009, d'une durée de trois ans,. Après avoir commencé la saison 2009-2010 avec l'équipe réserve, Arnaud Souquet est convoqué par Rudi Garcia pour le match de Ligue Europa contre le Slavia Prague, à la suite des blessures de Florent Balmont et de Ludovic Obraniak. Titulaire avec son numéro trente-cinq, Souquet dispute l'intégralité de la rencontre en marquant un but à la quatre-vingt-huitième minute et en faisant une passe décisive à Pierre-Alain Frau. Le 17 octobre, il débute en Ligue 1 lors d'un match contre le Stade rennais en jouant la première mi-temps. Il n'est plus rappelé en équipe première de la saison. Il obtient tout de même son Bac ES en juin 2010. Durant la saison suivante, il se contente encore des matchs de CFA.
Souquet décide donc d'être prêté et recherche un club de Ligue 2. Seul le Paris FC, en National est intéressé, et le lillois s'engage donc dans le club de sa ville natale. Son but est de gagner du temps de jeu, pour « revenir plus fort ». Après des débuts compliqués où il est barré par Guimba Macalou, il gagne peu à peu sa place et dispute un total de trente-cinq rencontres. Auteur d'un but, il aurait tout de même « aimé être plus décisif ». Cette année lui permet aussi de retrouver la sélection avec les U20. Le LOSC décide de le prêter une saison supplémentaire à son club partenaire, le Royal Mouscron-Péruwelz en deuxième division belge. Il est repositionné au poste de défenseur droit par l'entraîneur Arnaud Dos Santos, avec qui le courant ne passe pas très bien. Il ne prend part qu'à treize matchs de championnat et revient à Lille, où il lui reste un an de contrat. Cette dernière année se passera exclusivement avec l'équipe réserve pour Souquet.

### Rebond au niveau inférieur
Sans club à l'été 2014, il s'inscrit aux stages d'entraînement de l'UNFP. Il prend part aux cinq matchs amicaux de l'équipe durant l'été,,,,, mais ne trouve pas de club où rebondir. En août, le club de la Jeanne d'Arc de Drancy l'autorise à venir s'entraîner avec son équipe de CFA. Reclassé amateur, Souquet n'hésite pas à s'engager avec le club lorsque ce dernier lui propose un contrat, en octobre. Mais il stipule que Souquet doit être « libéré en cas de proposition au niveau supérieur ». Après seulement deux matchs, et un but marqué, le club de National du Poiré-sur-Vie lui soumet une offre pour six mois. Arnaud Souquet rejoint donc l'équipe entraînée par Oswald Tanchot. Après avoir disputé une deuxième partie de saison pleine, acquis le maintien du club et avoir disputé un huitième de finale de Coupe de France, Souquet s'engage avec le Dijon FCO, club de Ligue 2. Après vingt-sept matchs de championnat disputés et la montée en Ligue 1 acquise, il s'engage à l'OGC Nice à la fin du mois de juillet pour un montant supérieur à un million d'euros.

### OGC Nice (2016-2018)
L'OGC Nice annonce le 25 juillet 2016 qu'un accord de principe a été trouvé avec le Dijon FCO pour son transfert. Il débute sous ses nouvelles couleurs le 14 août 2016 lors de la réception du stade rennais (1re journée, victoire 1-0). Sous le maillot niçois, il dispute ses premières rencontres de Ligue Europa, prenant part à trois rencontres. Il conclut sa première saison à l'OGCN avec 26 apparitions en Ligue 1, pour autant de titularisations.
Lors du premier match de l'année 2018, il se blesse lors des 32es de finale de Coupe de France face à Toulouse (défaite 1-0) et souffre d’une fracture du cinquième métatarse du pied gauche, entraînant une indisponibilité de deux à trois mois. Pour sa deuxième saison dans les Alpes-Maritimes, il dispute 29 rencontres de championnat, dont 27 titularisations.

### La Gantoise (2018-2019)
Écarté du groupe niçois lors du début de saison 2018-2019, il est transféré au KAA La Gantoise le 31 août 2018 contre une indemnité de 3 millions d'euros. 

### Montpellier HSC (2019-2023)
Après une seule saison en Belgique, il se voit accorder un bon de sortie dès l'été suivant et rejoint à cette occasion le Montpellier HSC où il pallie le départ de Ruben Aguilar vers l'AS Monaco.

### Fire de Chicago (depuis 2023)
Le 9 janvier 2023, il est libéré par le Montpellier HSC et s'engage au Fire de Chicago, franchise de Major League Soccer, à l'aube de la saison 2023, réalisant ainsi un souhait de longue date de jouer aux États-Unis. Il y signe un contrat de trois ans. Il participe à sa première rencontre avec le Fire lors de la réception du New York City FC (1-1) le 4 mars 2023,.

### Parcours international
Arnaud Souquet devient un membre important de l'équipe de France des moins de 17 ans lors des deux tours qualificatifs pour l'Euro 2009. Il inscrit deux buts durant ces rencontres, contre l'Écosse puis contre le Danemark.
Il participe ensuite avec les moins de 20 ans au Tournoi de Toulon en 2012, où l'équipe de France atteint les demi-finales de la compétition.

## Palmarès
KAA La Gantoise
- Finaliste de la Coupe de Belgique en 2019

## Statistiques
| Saison                | Club                  | Championnat           | Championnat | Championnat | Championnat | Coupe nationale | Coupe nationale | Coupe nationale | Coupe de la Ligue | Coupe de la Ligue | Coupe de la Ligue | Compétition(s) continentale(s) | Compétition(s) continentale(s) | Compétition(s) continentale(s) | Compétition(s) continentale(s) | Total | Total | Total |
| Saison                | Club                  | Division              | M.          | B.          | P.d.        | M.              | B.              | P.d.            | M.                | B.                | P.d.              | Comp.                          | M.                             | B.                             | P.d.                           | M.    | B.    | P.d.  |
| 2009-2010             | LOSC Lille            | Ligue 1               | 1           | 0           | 0           | 1               | 0               | 0               | -                 | -                 | -                 | C3                             | 1                              | 1                              | 1                              | 3     | 1     | 1     |
| 2010-2011             | LOSC Lille            | Ligue 1               | -           | -           | -           | -               | -               | -               | -                 | -                 | -                 | -                              | -                              | -                              | -                              | 0     | 0     | 0     |
| Sous-total            | Sous-total            | Sous-total            | 1           | 0           | 0           | 1               | 0               | 0               | -                 | -                 | -                 | -                              | 1                              | 1                              | 1                              | 3     | 1     | 1     |
| 2011-2012             | Paris FC (prêt)       | National              | 33          | 1           | 0           | 2               | 0               | 0               | -                 | -                 | -                 | -                              | -                              | -                              | -                              | 35    | 1     | 0     |
| 2012-2013             | Royal Mouscron (prêt) | Division 2            | 13          | 0           | 0           | 3               | 0               | 0               | -                 | -                 | -                 | -                              | -                              | -                              | -                              | 16    | 0     | 0     |
| 2014-2015             | JA Drancy             | CFA                   | 2           | 1           | 0           | -               | -               | -               | -                 | -                 | -                 | -                              | -                              | -                              | -                              | 2     | 1     | 0     |
| 2014-2015             | Le Poiré-sur-Vie VF   | National              | 21          | 0           | 0           | 5               | 0               | 0               | -                 | -                 | -                 | -                              | -                              | -                              | -                              | 26    | 0     | 0     |
| 2015-2016             | Dijon FCO             | Ligue 2               | 27          | 0           | 3           | 2               | 0               | 0               | 4                 | 0                 | 1                 | -                              | -                              | -                              | -                              | 33    | 0     | 4     |
| 2016-2017             | OGC Nice              | Ligue 1               | 26          | 1           | 5           | 1               | 0               | 0               | 1                 | 0                 | 0                 | C3                             | 3                              | 0                              | 0                              | 31    | 1     | 5     |
| 2017-2018             | OGC Nice              | Ligue 1               | 29          | 0           | 2           | 1               | 0               | 0               | 1                 | 0                 | 1                 | C1+C3                          | 4+4                            | 1+0                            | 1                              | 39    | 1     | 4     |
| Sous-total            | Sous-total            | Sous-total            | 55          | 1           | 7           | 2               | 0               | 0               | 2                 | 0                 | 1                 | -                              | 11                             | 1                              | 1                              | 70    | 2     | 9     |
| 2018-2019             | KAA La Gantoise       | Pro League            | 31          | 0           | 2           | -               | -               | -               | -                 | -                 | -                 | -                              | -                              | -                              | -                              | 31    | 0     | 2     |
| 2019-2020             | Montpellier HSC       | Ligue 1               | 24          | 2           | 0           | 3               | 0               | 2               | 1                 | 0                 | 0                 | -                              | -                              | -                              | -                              | 28    | 2     | 2     |
| 2020-2021             | Montpellier HSC       | Ligue 1               | 23          | 1           | 1           | -               | -               | -               | -                 | -                 | -                 | -                              | -                              | -                              | -                              | 23    | 1     | 1     |
| 2021-2022             | Montpellier HSC       | Ligue 1               | 34          | 1           | 3           | 3               | 0               | 0               | -                 | -                 | -                 | -                              | -                              | -                              | -                              | 37    | 1     | 3     |
| 2022-2023             | Montpellier HSC       | Ligue 1               | 12          | 0           | 0           | 0               | 0               | 0               | -                 | -                 | -                 | -                              | -                              | -                              | -                              | 12    | 0     | 0     |
| Sous-total            | Sous-total            | Sous-total            | 93          | 4           | 4           | 10              | 0               | 2               | 1                 | 0                 | 0                 | -                              | -                              | -                              | -                              | 104   | 4     | 6     |
| 2023                  | Fire de Chicago       | MLS                   | 9           | 0           | 3           | 1               | 0               | 0               | -                 | -                 | -                 | LCup                           | 0                              | 0                              | 0                              | 10    | 0     | 3     |
| Total sur la carrière | Total sur la carrière | Total sur la carrière | 285         | 7           | 19          | 26              | 0               | 2               | 7                 | 0                 | 2                 | -                              | 12                             | 2                              | 2                              | 330   | 9     | 25    |